# VZ Весов
VZ Весов (лат. VZ Librae) — тройная звезда в созвездии Весов на расстоянии приблизительно 976 световых лет (около 299 парсеков) от Солнца. 
Первый и второй компоненты — двойная затменная переменная звезда типа W Большой Медведицы (EW). Видимая звёздная величина звезды — от +10,63m до +10,13m. Орбитальный период — около 0,3583 суток (8,5983 часов).
Орбитальный период третьего компонента — в среднем около 1350 лет.

## Характеристики
Первый компонент — жёлто-белая звезда спектрального класса F5. Масса — около 1,06 солнечной, радиус — около 1,17 солнечного, светимость — около 1,36 солнечной. Эффективная температура — около 5770 К.
Второй компонент — жёлто-белая звезда спектрального класса F5. Масса — около 0,35 солнечной, радиус — около 0,72 солнечного, светимость — около 0,59 солнечной. Эффективная температура — около 5980 К.
Третий компонент — жёлтая звезда спектрального класса G7. Масса — около 0,9 солнечной.